# U18-Europamästerskapet i handboll för herrar 1997
U18-Europamästerskapet i handboll för herrar 1997, arrangerad av EHF, var en handbollsturnering för ungdomslandslag med spelare födda 1978 eller senare. Mästerskapet spelades i Estland mellan 22–30 augusti 2004. Segrade gjorde Sverige (första titeln), efter att ha besegrat Tjeckien i finalen.

## Spelartrupp mästarlaget
- 1. Mattias Andersson
- 12. Robert Lechte
- 2. Magnus Lindén
- 3. Niklas Johansson
- 4. Fredrik Nilsson
- 5. Mattias Gustafsson
- 6. Benjamin Özmen
- 7. Sebastian Seifert
- 8. Andreas Adolfsson
- 9. Johan Lindberg
- 10. Alexander Hansen
- 11. Daniel Skipper
- 13. Carl-Johan Andersson
- 14. Slejman Karadag
- 15. Pierre Hammarstrand
- 17. Bastian Andersson

## Slutplaceringar
1. Sverige U19
2. Tjeckien U19
3. Ungern U19
4. Grekland U19
5. Slovenien U19
6. Danmark U19
7. FR Jugoslavien U19
8. Spanien U19
9. Österrike U19
10. Ukraina U19
11. Estland U19
12. Israel U19